# Carlo Fabrizi
Carlo Fabrizi (Viareggio, 3 settembre 1907 – Roma, 7 luglio 1975) è stato un politico italiano.

## Biografia
Fascista della prima ora e iscritto ai Fasci italiani di combattimento dal 1920, sedette alla Camera dei Fasci e delle Corporazioni per la XXX legislatura.
Docente di economia all'Università di Trieste, il 3 febbraio 1942 venne nominato ispettore del Partito Nazionale Fascista, poi dal 13 febbraio al 25 luglio 1943 fu sottosegretario al Ministero dell'agricoltura e delle foreste del governo Mussolini. Aderì alla Repubblica Sociale Italiana e ricoprì l'incarico di Commissario Nazionale dei prezzi poi diventato Sottosegretario con delega ai Prezzi dal 19 gennaio 1945 subordinato al Ministro Giampietro Domenico Pellegrini.